# ライプツィヒの戦い

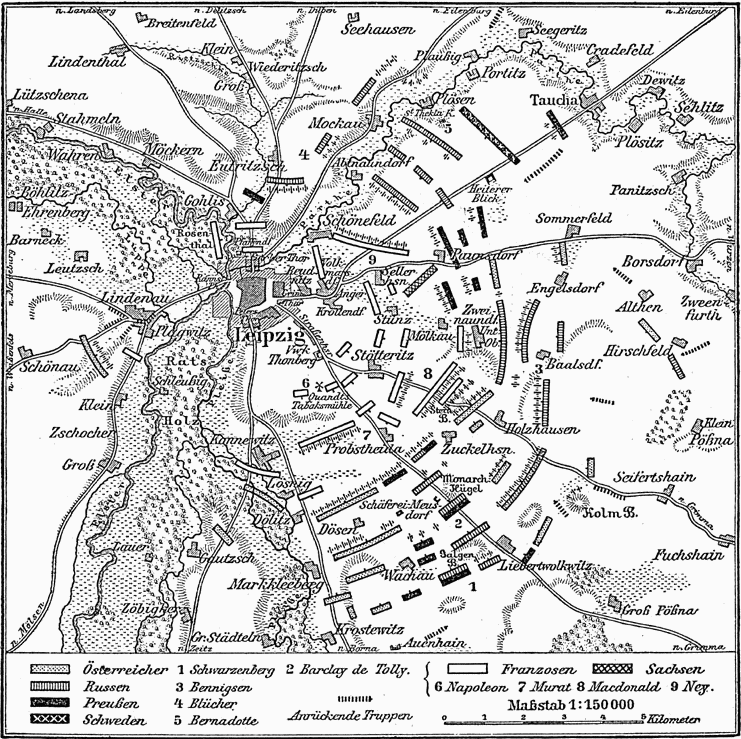
1813年10月18日の戦況

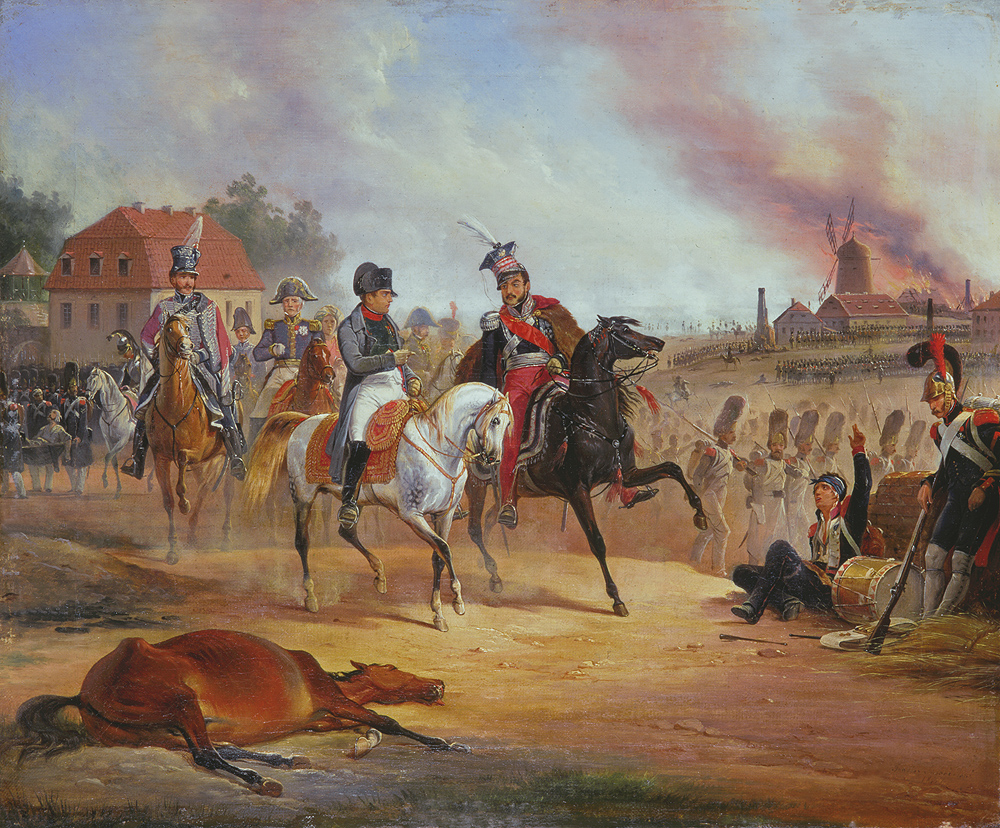
「ライプツィヒでのナポレオンとポニャトフスキ」ジャニュアリー・ズコッホドロスキ画

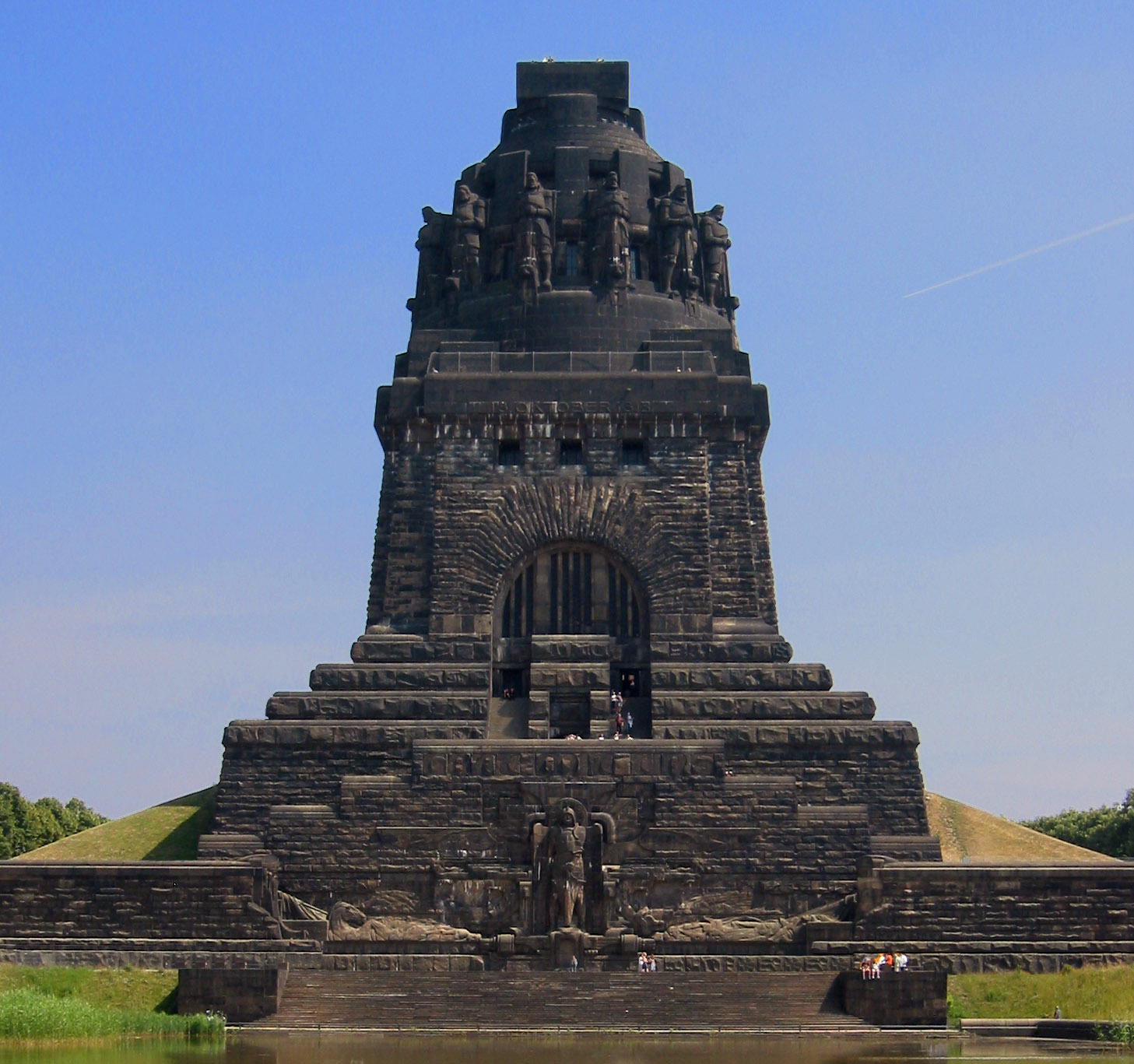
ライプツィヒの「諸国民の戦い記念碑」

ライプツィヒの戦い（ライプツィヒのたたかい、独: Schlacht von Leipzig, 仏: bataille de Leipzig, 英: Battle of Leipzig, 1813年10月16日 - 10月19日）は、ナポレオン戦争における最大規模の戦闘。諸国民の戦い（しょこくみんのたたかい、独: Völkerschlacht, 仏: bataille des Nations, 英: Battle of the Nations）とも呼ばれる。ドイツ東部のライプツィヒ（当時のザクセン王国領）で、ナポレオン1世麾下のフランス軍19万と、プロイセン・ロシア帝国・オーストリア帝国・スウェーデンの連合軍36万の間で戦いが行われた。
3日間の激戦の末、圧倒的な兵力差の前にフランス軍は敗北した。フランス軍ではポニャトフスキが戦死、4万以上の死傷者を出した。一方、連合軍も5万以上の死傷者を出した。戦闘の結果、ナポレオンのドイツ支配が終わった。連合軍の総司令官は、元フランス軍元帥のジャン＝バティスト・ジュール・ベルナドット（後のスウェーデン王カール14世ヨハン）だった。

## 背景
ロシア遠征、半島戦争でのナポレオンの敗北を受けて、反フランスの第六次対仏大同盟が結成され、イギリス、ロシア、スペイン、ポルトガル、プロイセン、オーストリア、スウェーデンとドイツのいくつかの領邦が参加した。ライプツィヒの戦いが開始されるまでにライン川以東に配置されていたロシア・オーストリア・プロイセン・スウェーデンその他の連合軍の兵力は100万を超えていたと推測される。それに対して、ナポレオンの兵力は減少し数十万ほどであった。
ナポレオンはドイツを再び手中におさめようと欲しており、5月2日のリュッツェンの戦いと5月20日から翌21日のロシア・プロイセン連合と戦ったバウツェンの戦いに勝利していた。その結果、つかの間の休戦が訪れたが、長くは続かなかった。ゲプハルト・レベレヒト・フォン・ブリュッヘル、ベルナドットそしてシュヴァルツェンベルク指揮下の連合軍はトラッヘンベルク・プランを採用し、8月23日のグロースベーレンの戦い、8月26日のカッツバッハの戦い、さらに9月6日のデネヴィッツの戦いに相次いで勝利した。これはナポレオン本隊との正面衝突を避け、部下の部隊との会戦を志向するという戦略であった（分進合撃）。この作戦を立案したのは、ベルナドットであるとも、オーストリア軍参謀長のヨーゼフ・ラデツキーとも、プロイセン軍参謀長のアウグスト・フォン・グナイゼナウとも言われている。なお、8月26 - 27日のドレスデンの戦いではナポレオンの本隊が参加してフランス軍が勝利を収めているが、追撃に失敗、8月30日のクルムの戦いにおいて追撃の一翼を担ったヴァンダムの軍団が包囲され、手ひどい敗北を被ってもいる。
ウディノ率いる12万の兵力によるベルリン攻略作戦がグロスベーレンの戦いで失敗したことを契機とし、ナポレオンは北方からの攻勢に備え西方に撤退せざるをえなくなった。9月下旬にエルベ川を渡り、約50km離れたライプツィヒ周辺において、補給路の確保と連合軍との会戦を期して軍を再編した。ナポレオンはタウヒャからシュテッツリッツ（ナポレオンが陣取った場所である）を通りリンデナウ南西の彎曲した形に兵力を集中させた（地図参照）。プロイセン軍はヴァルテンブルクに進軍し、オーストリア軍とロシア軍はドレスデンから、スウェーデン軍は北方からライプツィヒへ進撃した。

## 経過
当初ライプツィヒに集結したフランス軍の兵力は17万7000、連合軍は25万7000であった。戦闘は10月16日に始まった。南からバルクライ率いるロシア軍7万8000、北からブリュッヘル率いるプロイセン軍5万4000が攻撃をかけ、ナポレオンの直属部隊も南方で反撃した。連合軍による攻撃の戦果はわずかしかなく、すぐに退却を強いられた。一方でナポレオンの部隊も連合軍の戦列を突破できず行き詰まった。
17日は両軍ともに増援が来着し、これを配備していたため、小競り合いが起きただけであった。フランス軍には1万8000しか増援がなく、一方で連合軍には10万以上の増援が来着し、著しく増強された。
18日、連合軍は総攻撃を開始した。9時間以上におよぶ戦いにおいて、両軍とも大量の死傷者を出した。フランス軍は圧倒的な戦力差の前に戦線を支えきれず、ザクセン王国軍の一部も離反した。ナポレオンは退却を決断した。
19日、フランス軍は白エルスター川を渡って退却した。退却は順調に進行したが、途中で橋が破壊されたため、殿軍として残っていたユゼフ・アントニ・ポニャトフスキ（最後のポーランド王スタニスワフ・アウグスト・ポニャトフスキの甥）が戦死した。彼は戦死の前日に元帥杖を受け取ったばかりであった。

## 影響
フランス軍の死傷者は3万8000におよび、3万が捕虜となった。ライン同盟諸邦軍も死傷者5000を出した。連合軍の死傷者は5万4000におよんだ。戦闘の結果、フランス帝国のライン川以東での覇権は終焉した。ライン同盟は崩壊し、多くのドイツ諸邦が連合軍に加入することになる。
今日、ライプツィヒ市での戦闘のコースはモニュメントで示されている。